# Daïra de Ténès
La daïra de Ténès est une daïra d'Algérie située dans la wilaya de Chlef et dont le chef-lieu est la ville éponyme de Ténès.

## Localisation
La daïra de Ténès est située au Nord de la wilaya de Chlef.

## Communes de la daïra
La daïra de Ténès est composée de trois communes : Ténès, Sidi Akkacha, et Sidi Abderrahmane.

## Religion

### Mosquées
La Daïra de Ténès abrite plusieurs mosquées réparties dans ses trois communes.
Ces mosquées sont administrées par la Direction des affaires religieuses et des wakfs de Chlef sous la tutelle du Ministère des Affaires religieuses et des Wakfs.

### Zaouïas
- Zaouïa de Sidi Mouloud